# えびぞりダイアモンド!!
『えびぞりダイアモンド!!』は、私立恵比寿中学の2枚目のインディーズシングルである。2010年8月7日にスタデジ（STARDUST DIGITAL）から発売された。
私立恵比寿中学1枚目のシングル『朝のチャイムがなりました!』はカバーシングルであったので、オリジナル曲としては初のシングルとなる。

## 概要
表題曲「えびぞりダイアモンド!!」は私立恵比寿中学初オリジナル曲である。後に作詞作曲を担当したヒャダインこと前山田健一は自らの出演番組『musicる TV』の中で「AKB48の「大声ダイヤモンド」を意識して作りました。」と語っていた。
もともとはライブ会場などでの手売りのみで一般流通されていなかったが、2010年11月9日よりHMVにて独占流通されることになり、HMV ONLINEやHMV店舗にて取り扱われるようになった。
2011年1月10日に開催された「3B juniorのZEROからスタート 待ってろサンプラザ!! 第2部」を最後に私立恵比寿中学を転校（卒業）した宇野愛海にとって最後のシングルとなった。
2020年の大晦日に放送された第4回 ももいろ歌合戦の最強アイドルメドレーにて、2010年発売時のメンバーである瑞季・宇野愛海・真山りか・星名美怜の4名と柏木ひなた・小林歌穂・中山莉子の計7名によって披露された。

## 批評
GirlsNewsは「小中学生だからこそ出せる声で歌われるこの曲はまさに、いまのえび中の代表曲。「わたしたちスターダストのえび中です」という歌詞は、アイドルソングが乱立する中でも強いインパクトを与えました。」とコメントしている。

## 収録曲
（私立恵比寿中学：瑞季、宇野愛海、宮崎れいな、真山りか、杏野なつ、安本彩花、矢野妃菜喜、廣田あいか、星名美怜、小池梨緒、鈴木裕乃、松野莉奈）
1. えびぞりダイアモンド!!
作詞・作曲・編曲：前山田健一
バラエティ番組 『小中高一貫ももえび学園』オープニングテーマ[6]。
2. えびぞりダイアモンド!!（okadada remix）